# ゴルデンシュテット
ゴルデンシュテット (ドイツ語: Goldenstedt は、ドイツ連邦共和国ニーダーザクセン州フェヒタ郡の町村（以下、本項では便宜上「町」と記述する）である。

## 地理

### 位置
ゴルデンシュテットは、ヴィルデスハウザー・ゲースト自然公園南部、ヴィルデスハウゼンの南約 12 km に位置している。この町は、北はフィスベークのボンレヒテルン地区、ヴィルデスハウゼンのハンシュテット地区およびデングハウザー・ミュールバッハ川を境界としている。東はフンテ川、南はゴルデンシュテッター・モール自然保護区、西はフェヒタアー・モールバッハ川およびヘレンホルツ森林区を境としている。町域内を西から東に向かってゴルデンシュテッター・ミュールバッハ川が町の中心部を横切って流れており、その後フンテ川に合流する。この川の上流域は景観保護区に指定されている。

### 自治体の構成
自治体としてのゴルデンシュテットは、2つの首邑（かつて独立した町村だった）ゴルデンシュテットとルッテン、およびこれらに付随する13のバウエルシャフト（直訳: 農民共同体 ≒ 集落）で構成されている。旧ゴルデンシュテットに属した集落は、アムベルゲン、アルケブルク、アイネン、エレンシュテット、ガストルプ、ゴルデンシュテット＝ハイデ、ラール、ヴァーレネシュである。旧ルッテンに属した集落は、アーメルブッシュ、ヘーフェン、オスターエンデ、ティムペン、ヴェスタールッテンである。

### 隣接する市町村
ゴルデンシュテットに隣接する市町村は、北から時計回りに、ヴィルデスハウゼン、コルンラーデ、ツヴィストリンゲン、バルンストルフ、ドレッバー、フェヒタ、フィスベークである。

### 気候
北海からの湿った北西風の影響を受け温帯海洋性気候が支配的である。ゴルデンシュテットの長期平均気温は8.5℃から9.0℃、平均年間降水量は約 700 mm である。5月から8月の間に平均20日から25日の夏日がある。

## 歴史
ゴルデンシュテットからの出土品は青銅器時代に定住がなされていたことを示している。アイネンとラールでは先史時代の墳墓が見つかっている。これらは、おそらく紀元前6世紀に造られたと推定されている。

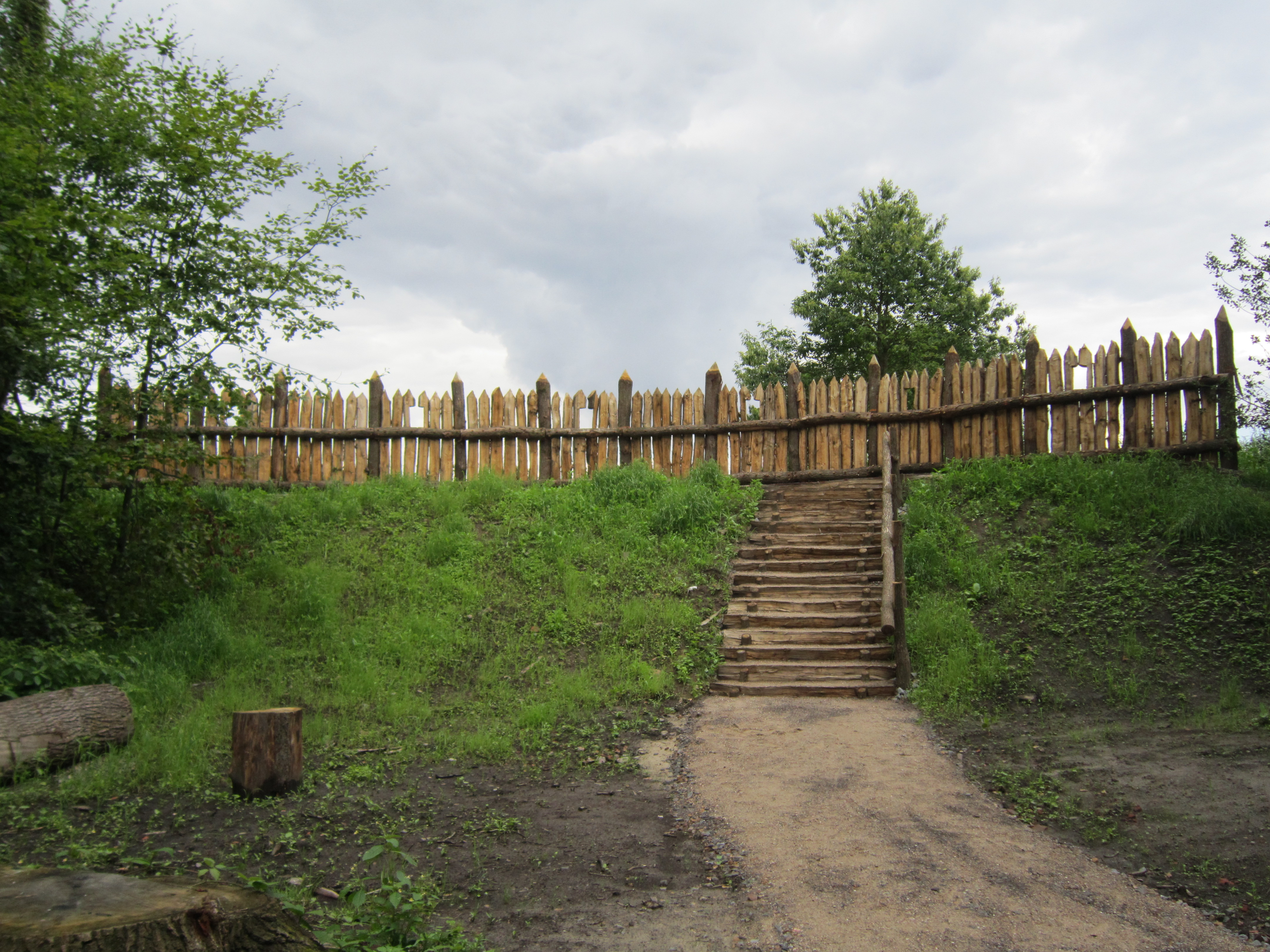
復元されたアルケブルクの木柵

中世初期に、現在のアルケブルク地区に同名の城砦が建設された。しかし中世の文献にこの城に関する記述は見られない。2017年に城郭施設の一部が復元され、案内板が設けられ、一般に立ち入ることができるようになった。
ゴルデンシュテットで最初の教会は8世紀末頃にゲルベルト・カストゥス修道院長によってフィスベーク宣教区から創設された。これはザクセンのレリガウ北西部で創設された原始キリスト教会の1つであった。この教会は、ドイツ人王ルートヴィヒによって、フィスベーク修道院とともにヴェーザー河畔のベネディクト会コルヴァイ修道院に寄進された。
この町は、1080年に初めて史料に記録されている。カール・ハインリヒ・ニーベルディングが伝える伝承の1つは、この町の名前は、フンテ川に架かる「黄金の橋 (Goldener Brücke) と同じく1011年の出来事にまで遡ると示唆している。一方、1974年のニーダーザクセン州の市町村再編に伴い住民の意思に反して合併したルッテは、これよりも早い872年に記録が遺されている。
ゴルデンシュテットは、Simultaneum mixtum（異なる宗派による共同教会）によって知られている。この状態は、1650年から1850年まで続いた。この時代のこの地域は、カトリックのニーダーシュティフト・ミュンスター（ミュンスター司教領北部地域）とプロテスタントのブラウンシュヴァイク＝リューネブルク領およびハノーファー領の境界に位置していた。この共同主権は1817年に終了し、1850年にゴルデンシュテットにプロテスタントのマルティン＝ルター教会が建設されたことで Simultaneum mixtum も終結した。作家ベルント・ケッセンスはこれをテーマにしてセンセーショナルな小説 "und an den Füßen eine goldene Uhr"（直訳: そして足元に黄金の時）を執筆した。
1938年に国家社会主義者らが、宗教系の国民学校を（宗教とは無関係な）一般的な学校に改変しようとした際には、ゴルデンシュテットで抵抗運動が起こった。数多くのカトリック信者やプロテスタント信者が「ドイツ民衆の国家の祝日」（5月1日）のナチスの式典をボイコットし、その代わりにオスターエンデ地区のハルプリュッゲ農場に集まって Hofkreuz（直訳: 農場の十字架）を建てた。その翌日、次のような通告がなされた。「ゴルデンシュテット住民へ、5月1日から新たな戦いが始まった。宗教戦争だ。（中略）我々はキリスト教徒であり、新たな異教徒ではない。」親たちは子供を学校に登校させることを拒否し、聖ゴルゴニウス教会前に集まった。これに対して、ヴィルヘルムスハーフェンからゲシュタポの役人と秩序警察の一団がゴルデンシュテットに送り込まれた。14人が逮捕され、そのうち12人がオラニエンブルク強制収容所やブーヘンヴァルト強制収容所に送致された。

### 町村合併
1974年3月1日、隣町であったルッテンがゴルデンシュテットに合併した。

## 行政

### 議会
ゴルデンシュテットの町議会は24議席からなる。これは人口 9,001人から10,000人の自治体における議員定数である。24人の議員は、5年ごとの住民選挙により改選される。町議会には、専任の町長が投票権を持って参加する。

### 首長
ゴルデンシュテットの専任の町長は、2019年11月1日からアルフレート・クールマン（無所属）が務めている。その前任者であったヴィリバルト・マイヤー (CDU) は、1986年から2005年まで名誉職の町長（訳注: 当時は儀礼上の職務を担う名誉職の町長と、専門職で行政責任者であるゲマンインデディレクターの二頭体制であった）を、2005年から2011年に初代専任町長を務め、さらに2011年9月11日の選挙で 74.5 % の支持票を獲得して町長に再選された。これによりマイヤーはニーダーザクセン州で最も長く首長を務めた人物となった。

### 紋章
図柄: 金地に、刃を右（向かって左）に向けた青い斧。その周りに6つの赤い珠が配されている。
解説: ゴルデンシュテットの紋章には6枚の硬貨と木を切る斧が描かれている。斧は昔の木材伐採権を意味している。斧の左右に配された硬貨は、ゴルデンシュテット (Goldenstedt) という地名を説明する伝承を表している。隣のディープホルツの伯爵とその家臣が、現在も存在するフンテ川に架かる教区の境となる橋のたもとでスウェーデン王の娘である若い妃を出迎えた。若い夫妻は大量の金貨を人々に投げ与えた。この時からこの橋は「ゴルデーネ・ブリュッケ」（黄金の橋）と呼ばれ、黄金の場所は「ゴルデンシュテット」と呼ばれるようになった。

### 姉妹自治体
- ボスク＝ル＝アール（フランス語版、英語版）（フランス、セーヌ＝マリティーム県）
- クレール（フランス語版、英語版）（フランス、セーヌ＝マリティーム県）

両自治体とは1989年5月に姉妹自治体協定を締結した。署名文書は1989年5月7日にゴルデンシュテットで、1990年9月24日にフランスで取り交わされた。

## 文化と見所

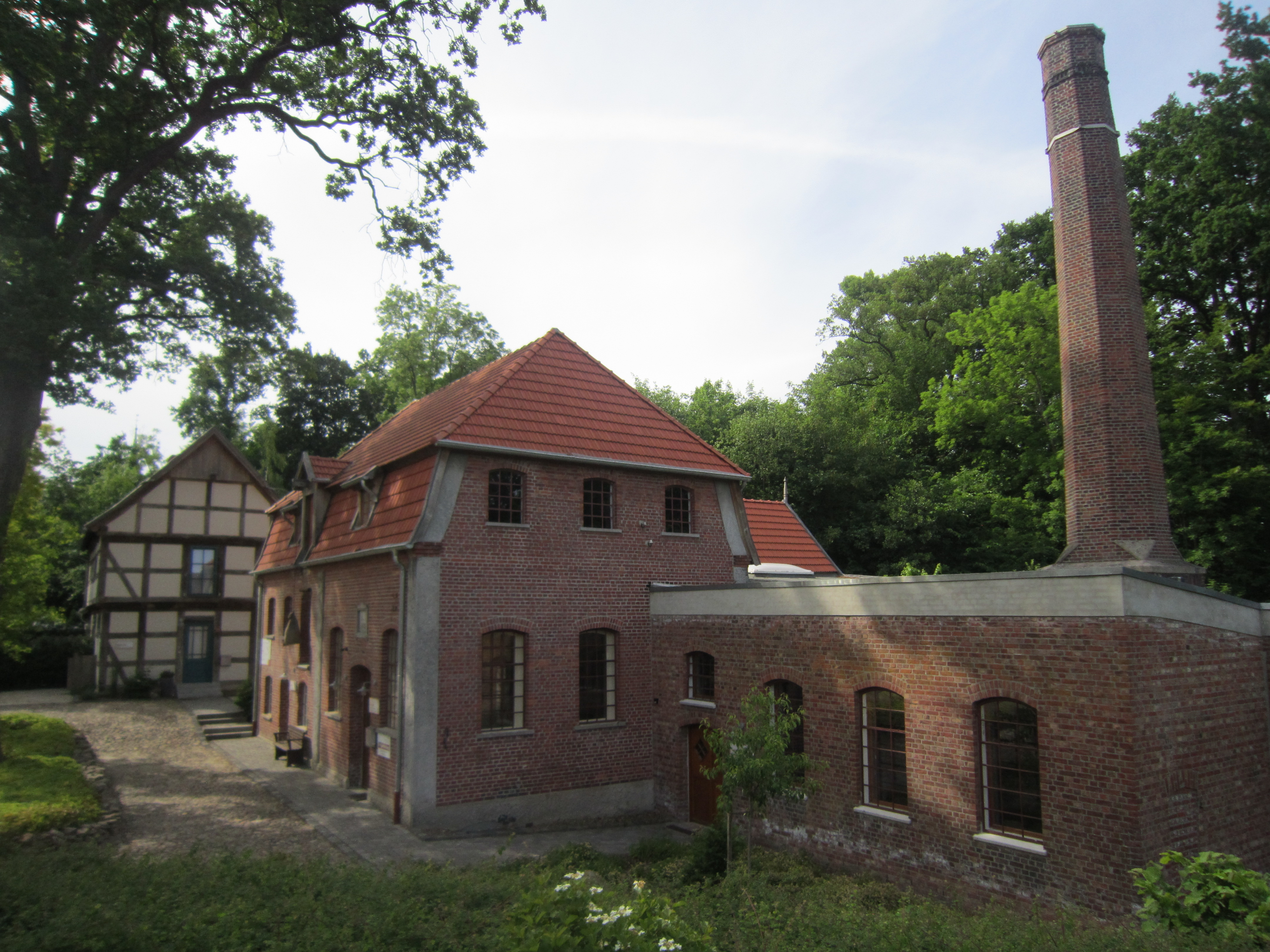
ブレーデマイヤース・ホーフ

### 建築
町の中心に建つカトリックの教区教会聖ゴルゴニウス教会は、1908年から1910年にネオゴシック様式のハレンキルヒェとして、ブレーメンの建築家ハインリヒ・フリューゲルの設計に基づき建設された。全長は 60 m、幅は 30 m ある。
アルケブルク地区にあるアルケブルク城は、ドイツ北西部最大の中世初期の環状城砦施設である。二重の環状土塁が設けられたこの施設は、おｓをらく8世紀後半に建設された。2017年から観光向けの改築工事がなされた。
ブレーデマイヤース・ホーフも観光用に改造がなされた。この施設はフェヒタからツヴィストリンゲンへ向かう州道沿いにある産業遺産である。
アムベルゲンには東ドイツ郷土・習俗資料室がある。

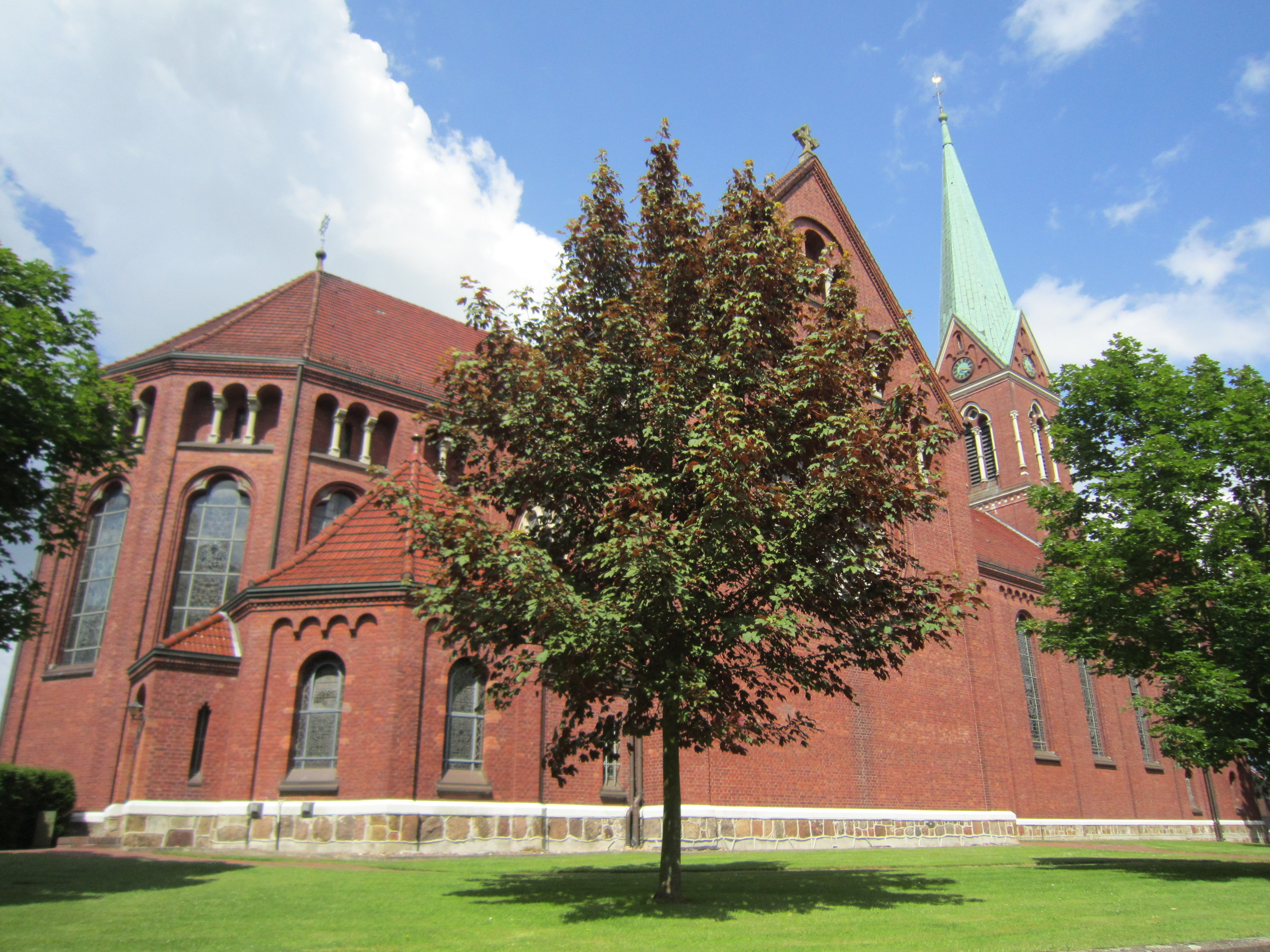
聖ゴルゴニウス教会
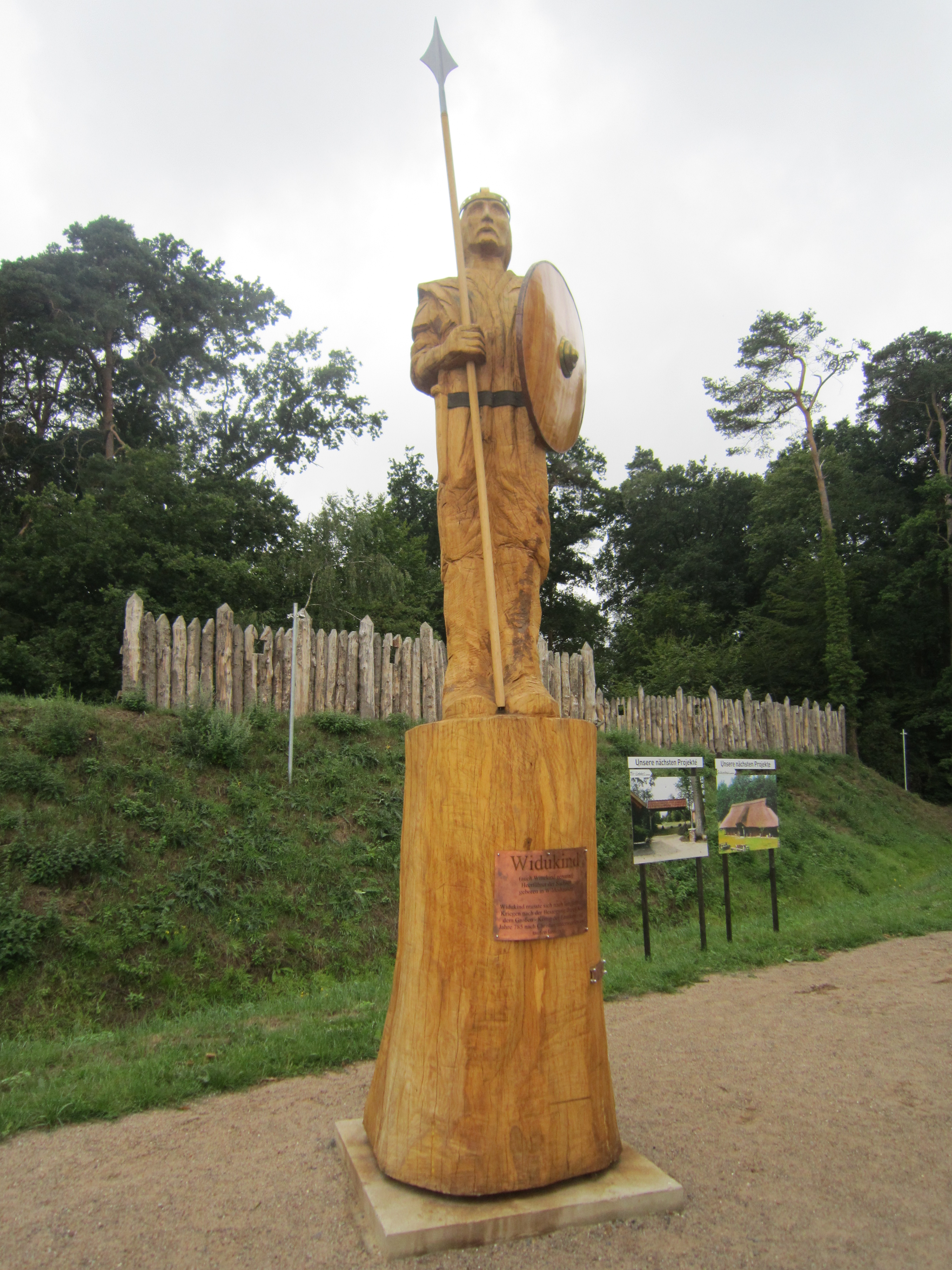
アルケブルクのヴィドゥキント像。背後は復元されたアルケブルクの木柵。

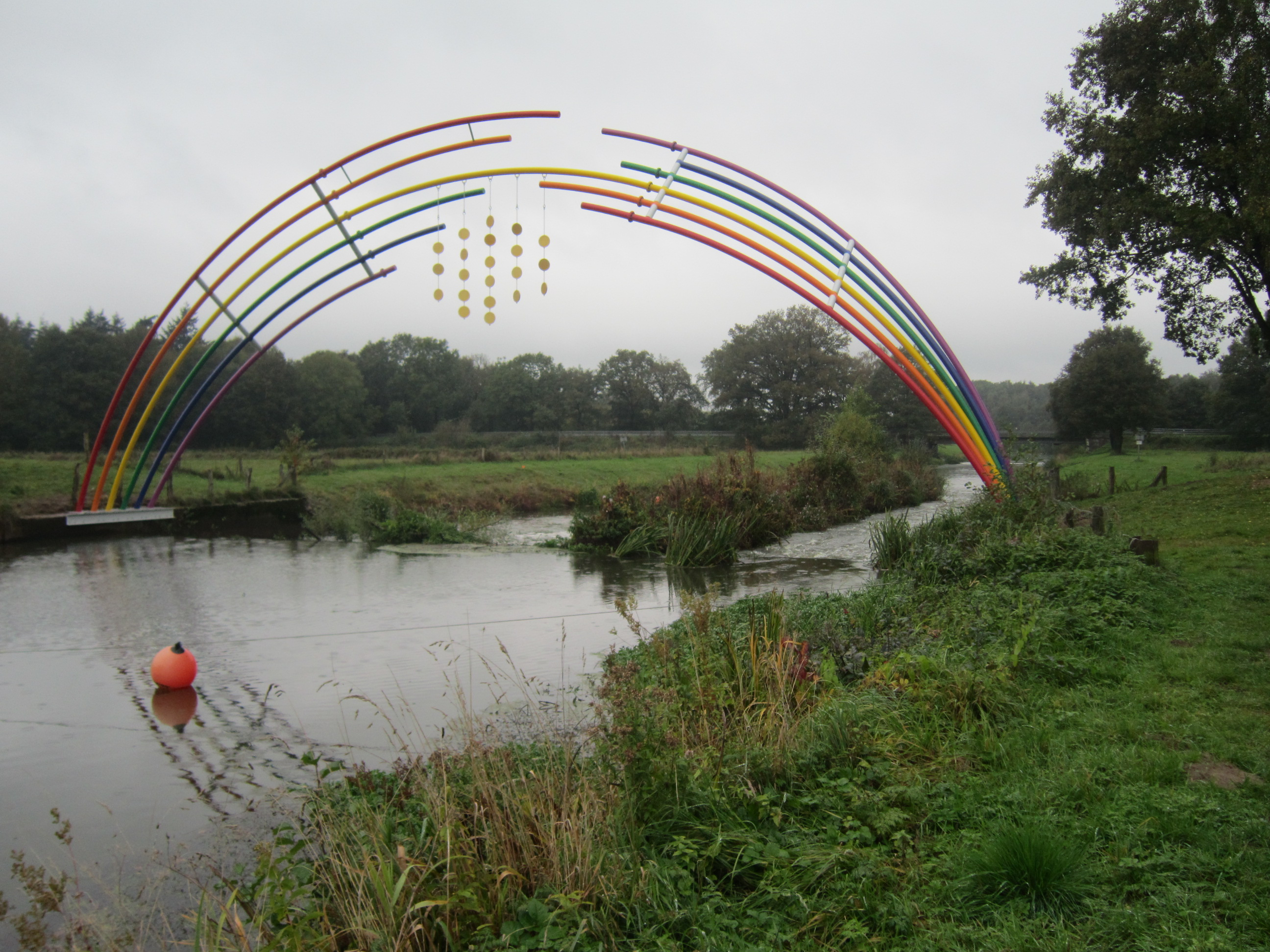
フンテ川をまたぐ彫刻作品「Goldregen」（金の雨）

### 彫刻
2014年5月、多世代公園の開園に際して、ウーヴェ・オスヴァルトにより砂岩像「Drei Generationen」（直訳: 三世代）と木造彫刻「Mutter Erde」（直訳: 母なる大地）が制作された。これら、およびゴルデンシュテット中心部の彫刻は、ゴルデンシュテット彫刻マイルのステーションとなっている。
ゴルデンシュテットの郊外、「ゴルデーネ・ブリュッケ」の南に、フリースオイテ出身の金属芸術家アルフレート・ブラーマンによる金属彫刻「Goldregen」（直訳: 金の雨）が2013年にフンテ川をまたぐ形で創られた。
同じくゴルデンシュテット郊外「ハウゼス・イム・モール」の敷地内に、ウーヴェ・オスヴァルト作の7つの木彫と三連祭壇が配置された小径が設けられている。
2021年に多世代公園前に、彫刻家ユルゲン・ハインツによる高さ 4.50 m のステンレス製の彫刻「Moving Birds」（直訳: 動く鳥たち）が設置された。

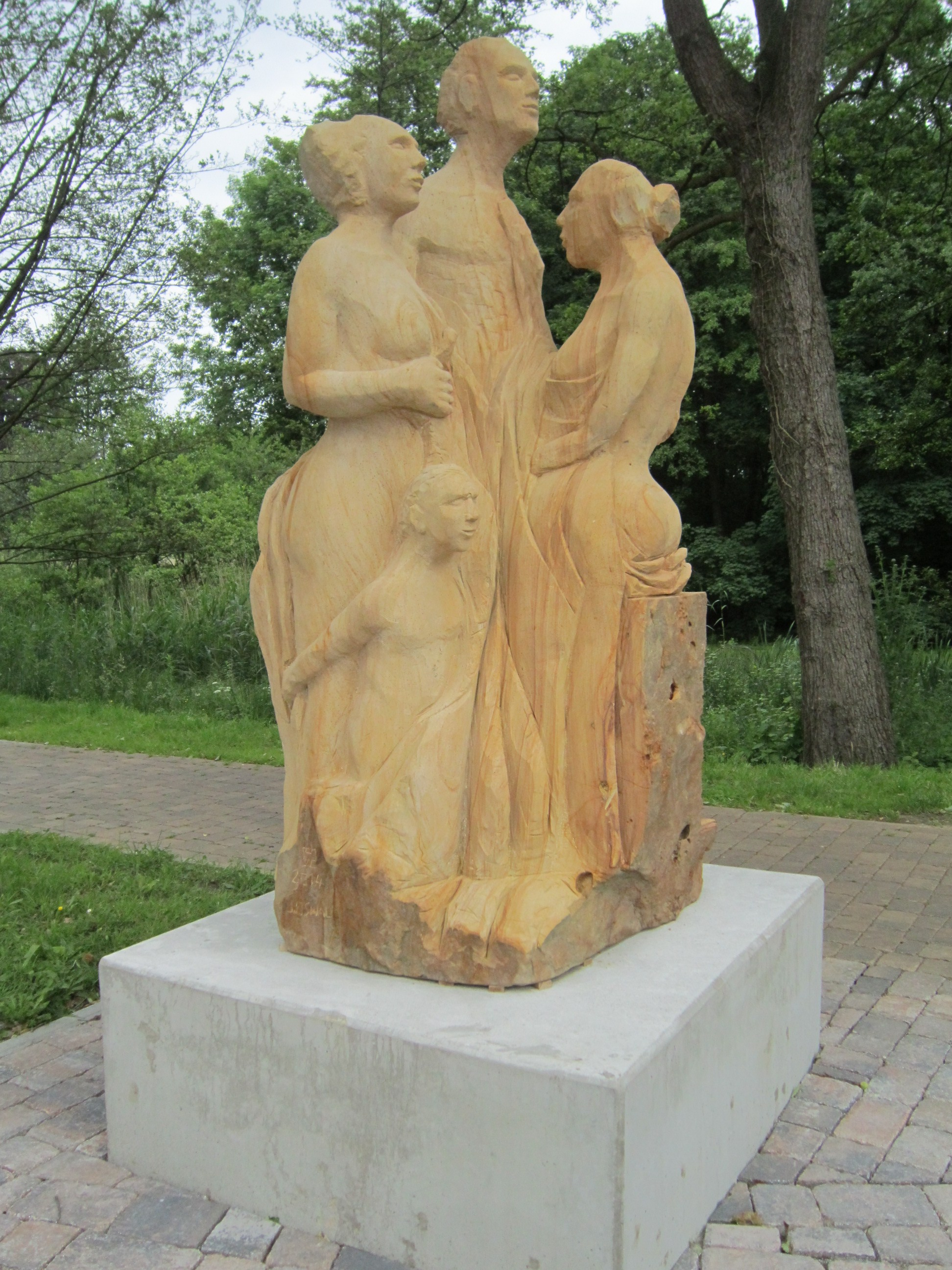
「Drei Generationen」（直訳: 三世代）
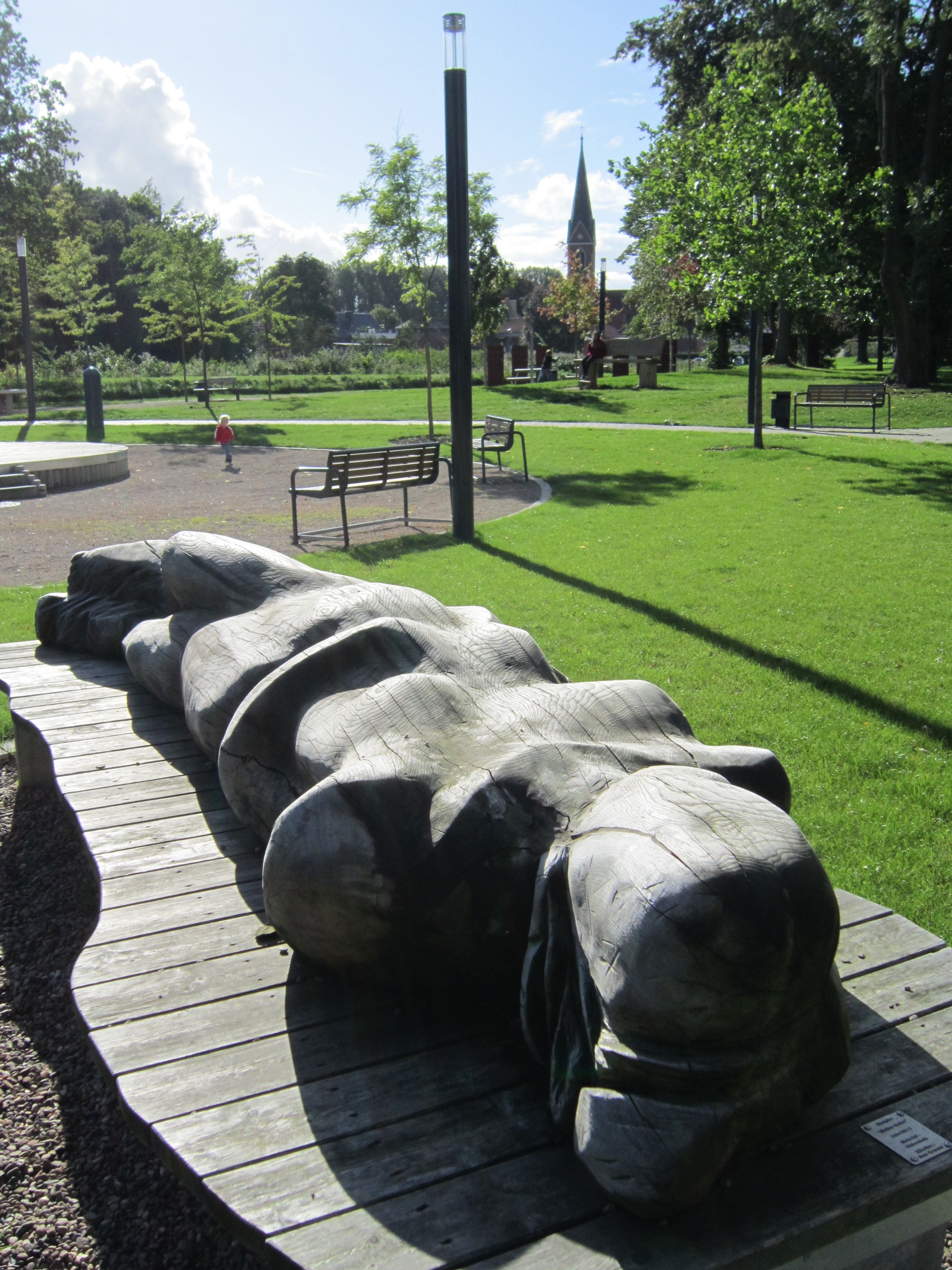
「Mutter Erde」（直訳: 母なる大地）
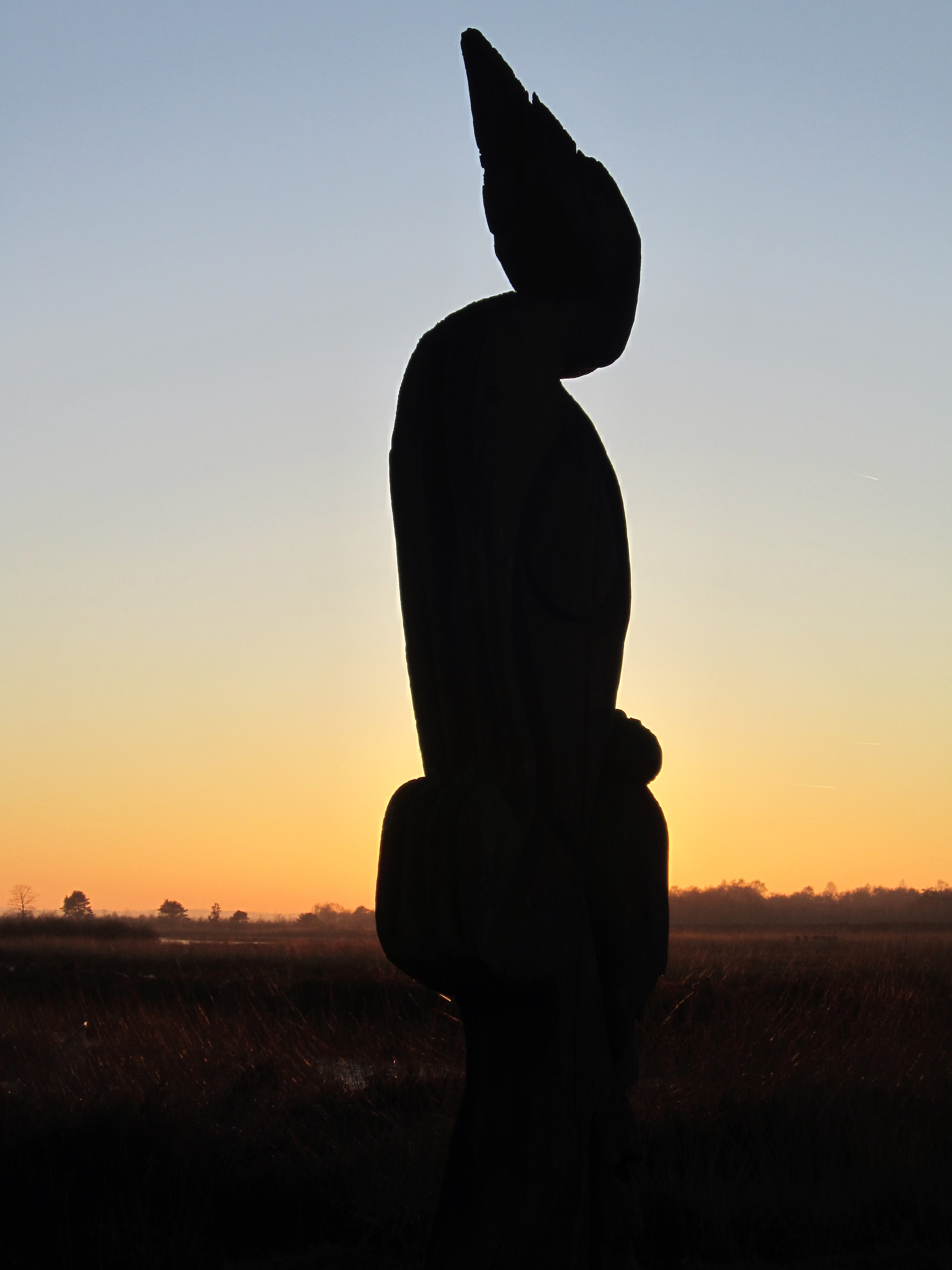
ハウス・イム・モールに設置されているウーヴェ・オスヴァルトの木彫作品「Kormoran」（直訳: 鵜）

### エレンシュテット・ブラスオーケストラ
このブラスオーケストラは、1928年にゴルトシュテットの地区であるエレンシュテットで設立された。このオーケストラは様々な機会に年間30-40回演奏を行っている。レパートリーは古典的な行進曲から民謡、有名なミュージカルのメドレーなどである。このクラブの代表者で指揮者は、団員が地元の音楽学校で教育を受けることを望んでいる。若者がさらなる教育を受け、オーケストラに参加してくることがこのクラブの主たる関心事の一つである。

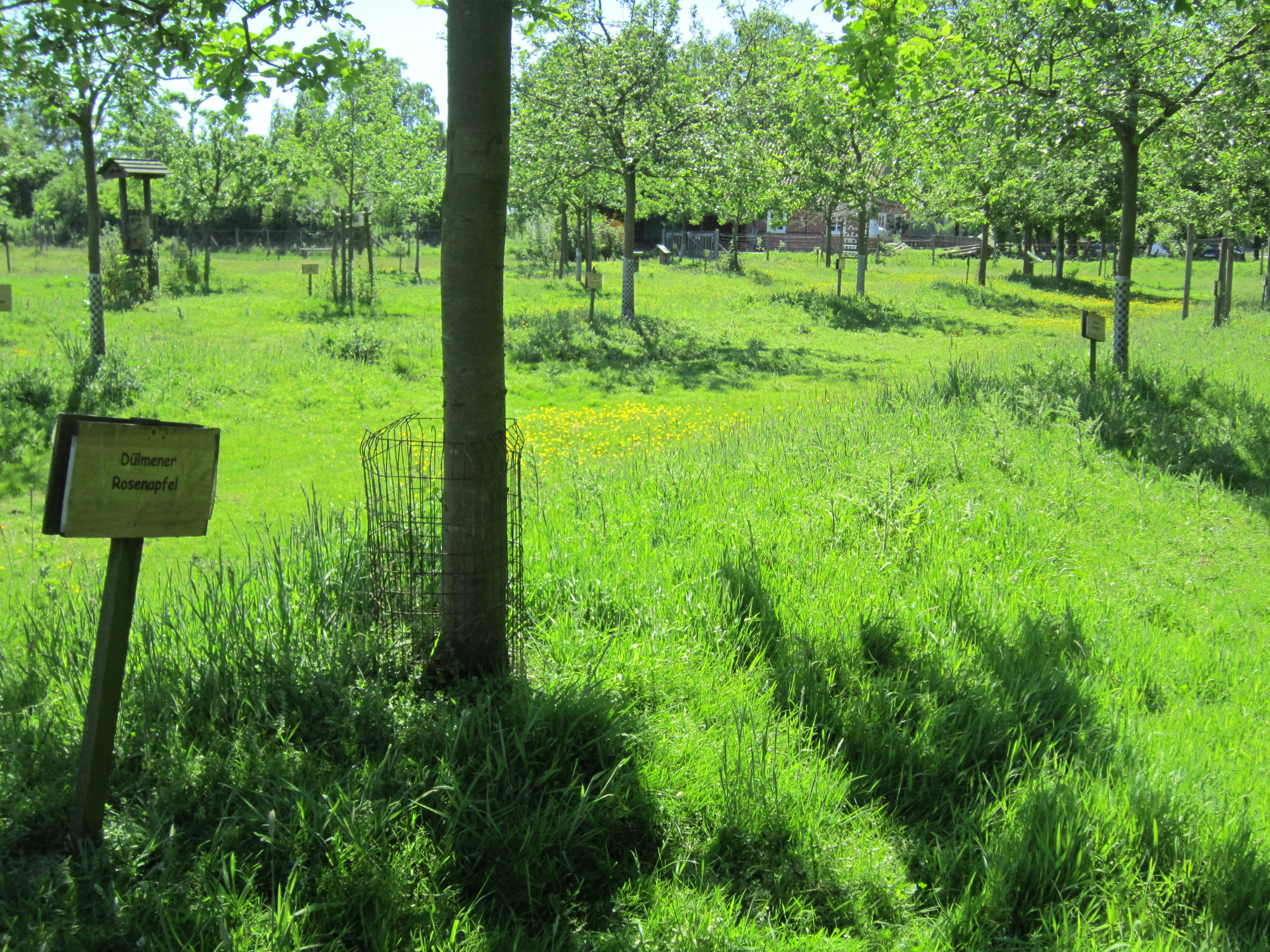
ハウス・イム・モールの果樹園

### 自然
ゴルデンシュテッター・モール自然保護区の外れに、ハウス・イム・モールを含む全国的に有名な自然保護情報センター（略称 NIZ）がある。NIZには、絶滅に瀕した、地元の重要な果樹品種が栽培されている果樹園が併設されている。毎年暖かい季節になると、ゴルデンシュテットの NIZ と「バルンストルフ環境体験センター (BUEZ)」との間を、ムーアへ向かう観光車両「ヤン・シュピーカー号」が運行している。
ゴルデンシュテットの町域の大部分は、ヘレンホルツやゴルデンシュテッター・ミューレンバッハ景観保護区（同名の川の水源から町の中心の西端まで延びる）を含むヴィルデスハウザー・ゲースト自然公園に属している。その東側には、北の多世代公園と南のブレーデマイヤース・ホーフとを分ける川辺の草地がある。ゴルデンシュテッター・ミューレンバッハ川沿いに多世代公園を通って、フンテ川やハルテンスベルク湖保養地に通じる遊歩道が伸びている。

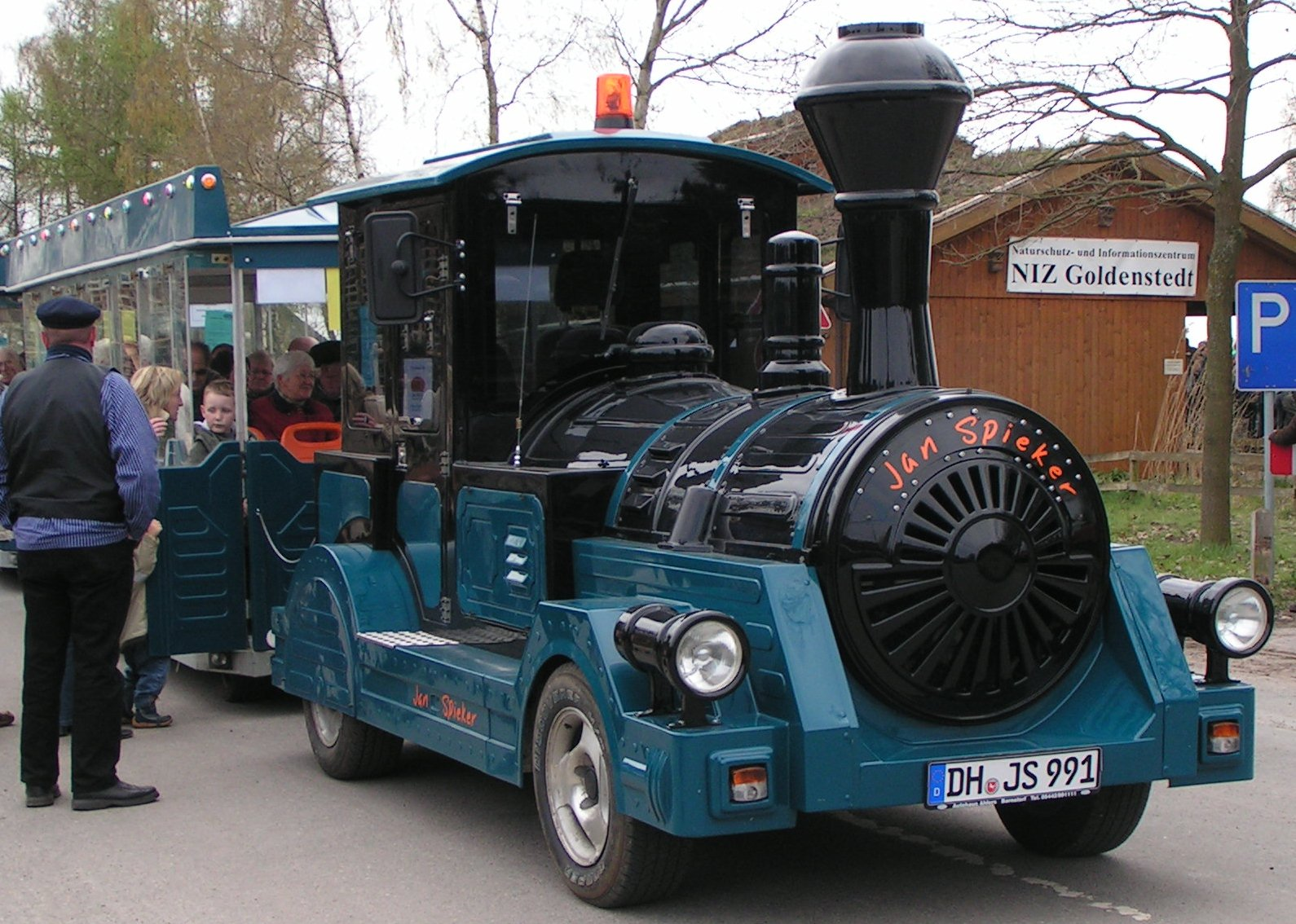
ハウス・イム・モール駅の観光車両「ヤン・シュピーカー号」
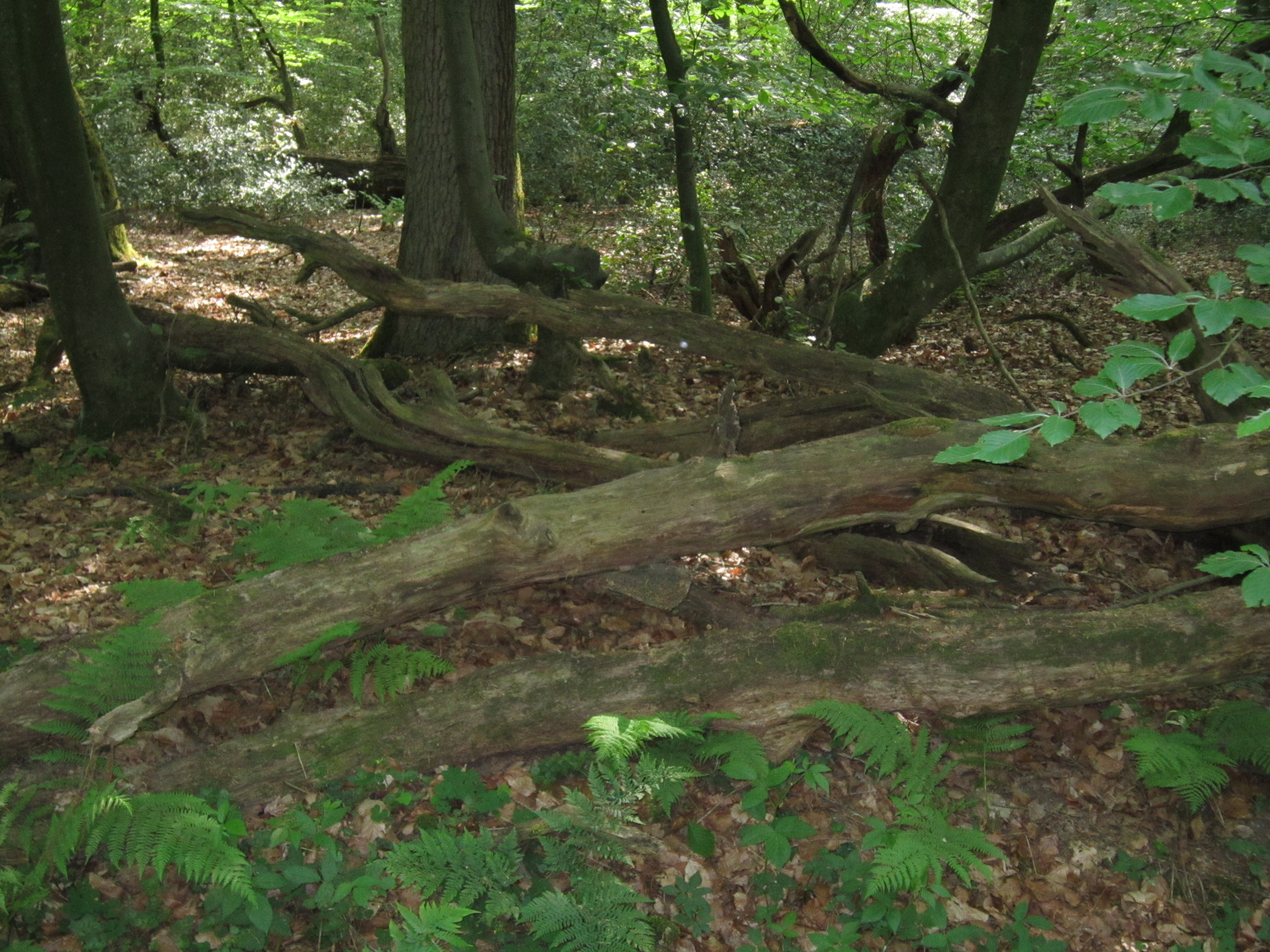
ヘレンホルツの森
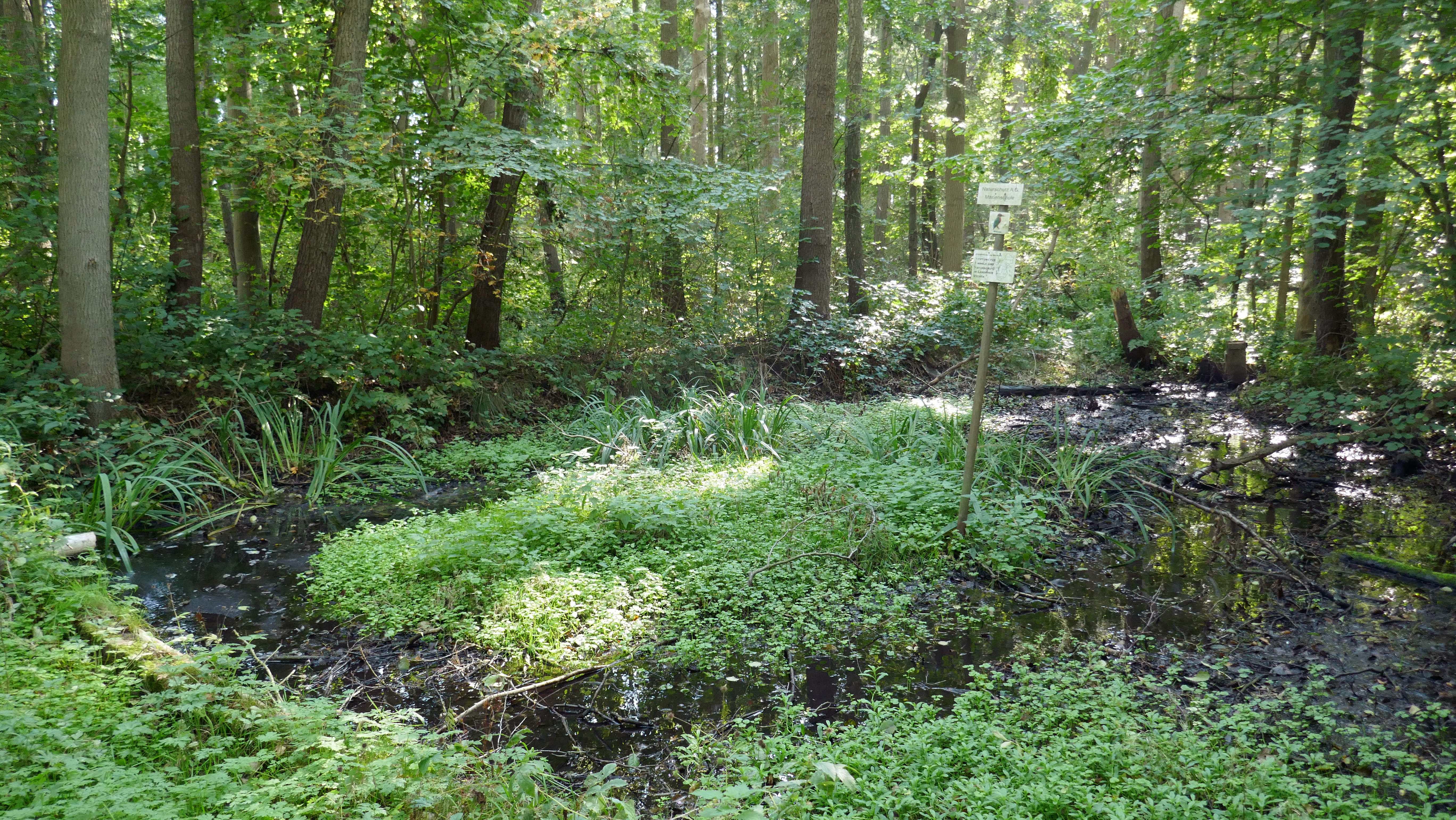
ゴルデンシュテッター・ミューレンバッハ上流部
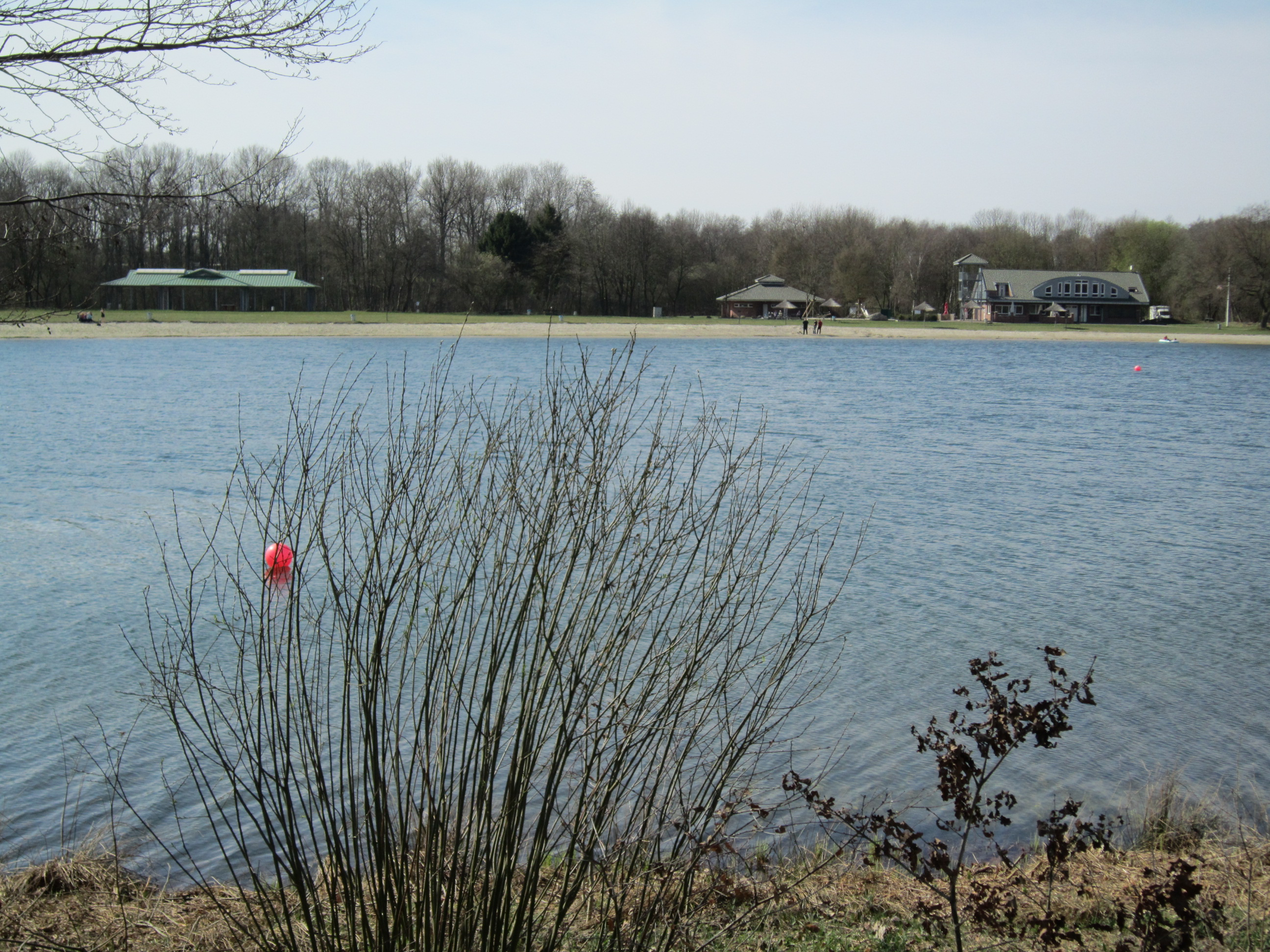
ハルテンスベルク湖保養地

### スポーツ
2003年から毎年、ムーアマラソンが開催されている。

### 文学
2000年に出版されたベルント・ケッセンスの小説「und an den Füßen eine goldene Uhr」（直訳: そして足元に黄金の時）はゴルデンシュテットを舞台としている。

## 経済と社会資本

### 企業と産業構造
ゴルデンシュテットの経済構造は、木材加工業（窓製造、製材、料理施設など）、機械製造業、金属加工産業（コンベアや施設装置、ステンレス加工、農業機械・車両製造など）といった分野の中小企業や数多くの職人仕事によって構成されている。かつて盛んだった農業は、集約化が進んだことにより、いくつかの高度に専門的なセグメントに分化した。これらは引き続きゴルデンシュテットの経済力の重要な部分を占めているが、企業数や従業員衆が減少しておりゴルデンシュテットの未来を支える分野ではなくなっている。

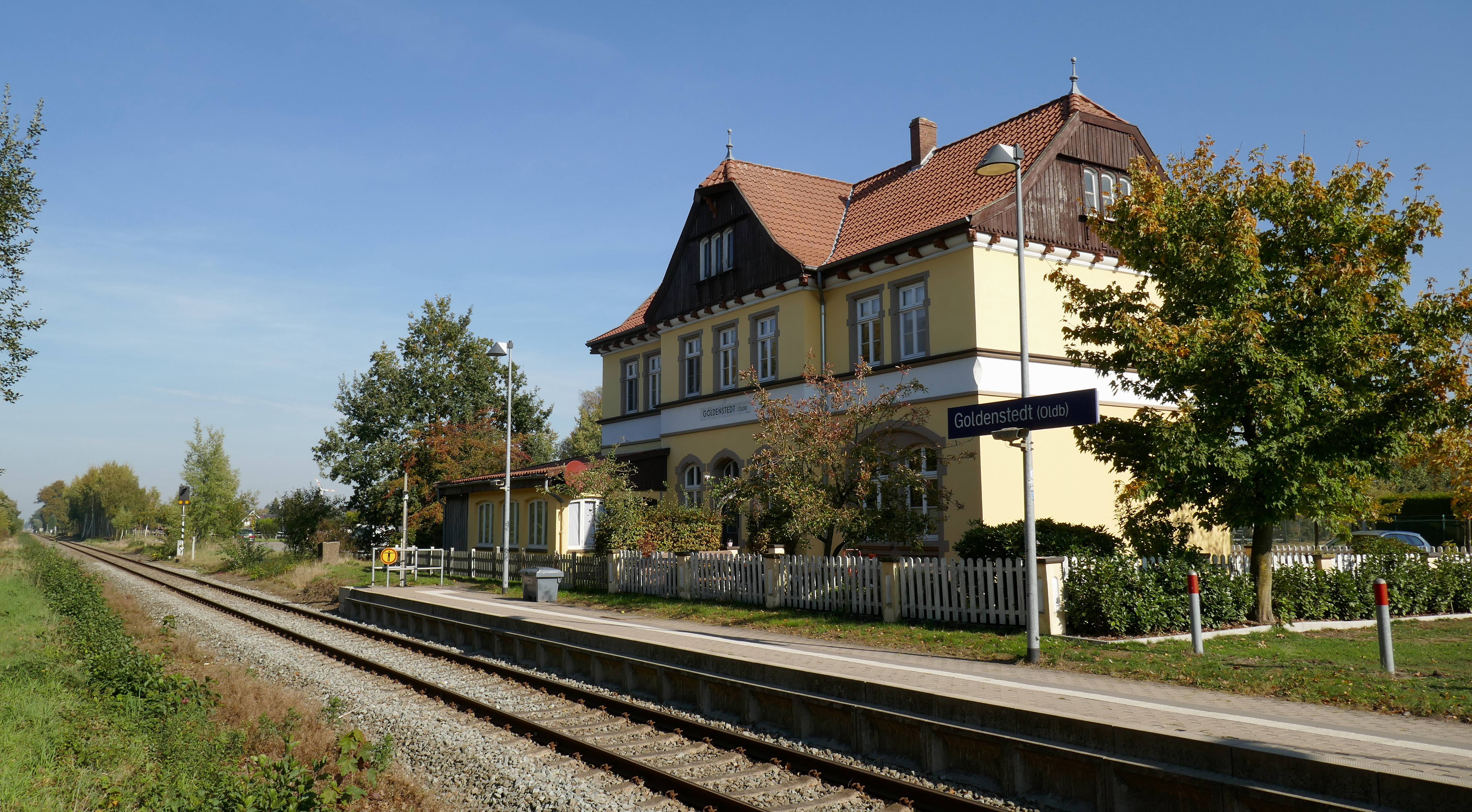
ゴルデンシュテット駅。建物はかつての駅舎である。

### 交通
ゴルデンシュテットは、鉄道デルメンホルスト - ヘゼーペ線沿いに位置している。ゴルデンシュテットとルッテンに駅があり、それぞれ1時間間隔でノルトヴェストバーンの列車（RB 58 オスナブリュック - ブレーメン）が利用できる。
ツヴィンストリンゲン（ディープホルツ郡）から来て東西に通っている州道881号線がゴルデンシュテットとルッテンとを結んでいる。この道路はその後、フェヒタ北バイパス道路が分岐した後、さらにフェヒタ内市街へと伸びている。

### エネルギー
エレンシュテットに風力発電所がある。2002年に高さ 70 m の風力発電機が1基倒壊した。

## 人物

### ゆかりの人物
- クラウス・フォン・クリッツィング（1943年 - ）物理学者。1985年ノーベル物理学賞受賞者。ルッテンとエッセン (オルデンブルク)（ドイツ語版、英語版）で育った。

## 関連図書
- Elisabeth Reinke (1975), “Gemeinsamer lutherisch-katholischer Gottesdienst in Goldenstedt 1650–1850”, Jahrbuch für das Oldenburger Münsterland 1976 (Vechta):  pp. 170–175
- Bernhard Brockmann (2007). Das weltweit einzigartige Simultaneum mixtum in Goldenstedt: Evangelisch und katholisch gemeinsam von 1650 bis 1850. Vechta-Langförden: Geest-Verlag. ISBN 978-3-86685-099-6
- Bernhard Brockmann; Winfried Rötepohl-Bahlmann (2008). Der Goldenstedter Schulkampf 1938. Erinnerung an mutige Bürger in einer dunklen Zeit. Vechta-Langförden: Geest-Verlag. ISBN 978-3-86685-121-4
- Bernhard Brockmann; Martin Knipper; Ulrich Westendorf (2010). 100 Jahre katholische Pfarrkirche St. Gorgonius Goldenstedt. Goldenstedt: Katholische Kirchengemeinde St. Gorgonius
- Manfred Balzer (2021), “Abt Castus von Visbek. Aufsatz”, Nordmünsterland. Forschungen und Funde 8:  pp. 7–63